# Jean Diat
Jean Diat, né le 30 août 1919 à Tronget (Allier) et décédé le 3 mars 2002 à Roanne (Loire), est un homme politique français.

## Biographie[1]
Jean Diat effectue des études professionnelles à l'École professionnelle de Moulins dont il sort titulaire du brevet élémentaire industriel. Après quelques années dans la vie active comme tourneur sur métaux, il fait son service militaire au 2e régiment d'artillerie de montagne à Grenoble à partir du 15 avril 1940. Après sa démobilisation en 1942, il s'engage dans la Résistance à partir de janvier 1943 jusqu'au 26 août 1944. A la Libération, il est titulaire de la carte du combattant et milite au sein du Parti communiste et de la CGT de la Loire. En 1950, Jean Diat est appelé à siéger au bureau de la Fédération de la Loire du PCF. Lors des élections municipales de 1953, il est élu conseiller municipal de Roanne, mandat qu'il conserve jusqu'en 1959. Pour les élections législatives du 2 janvier 1956, son parti le place en seconde position sur sa liste derrière Marcel Thibaud. La liste communiste est en concurrence avec douze autres listes dont certaines comprennent de fortes personnalités (Eugène Claudius-Petit, Antoine Pinay notamment). Elle enregistre un recul en voix par rapport aux précédentes élections (76 806 en moyenne contre 81499) mais obtient, comme en 1951, deux élus. Pendant son bref mandat, Jean Diat siège à la Commission de la défense nationale. À ce titre, il est chargé de deux rapports sur des propositions parlementaires concernant les ouvriers des arsenaux et ceux des forges de la Chaussade à Guérigny (Nièvre). Enfin, le 6 mars 1958, il dépose une proposition de loi tendant à abroger les dispositions des décrets des 29 juillet et 28 décembre 1957 majorant la taxe sur la valeur ajoutée frappant l'industrie des motocycles et vélomoteurs. Ce sont les événements d'Afrique du Nord qui lui fournissent ses deux occasions d'intervenir dans les débats publics. Lors de la séance du 6 décembre 1956, dans la discussion du budget de la Défense nationale, il s'élève contre la lenteur avec laquelle les autorités militaires rapatrient les dépouilles des soldats tués dans les combats de la guerre d'Algérie. Le 4 mars 1958 enfin, à propos d'un débat identique, il critique la politique d'austérité que le gouvernement impose aux soldats servant en Algérie, notamment la réduction des soldes et les frais indus à la charge des familles concernant les blessés rapatriés en métropole. De nouveau candidat lors des élections de 1958 dans la quatrième circonscription de la Loire, le scrutin majoritaire lui est défavorable, ce qui entraîne la fin de sa carrière parlementaire.

## Mandat

### Mandat parlementaire
- 2 janvier 1956 - 8 décembre 1958 : Député de la Loire

## Référence
1. ↑  Assemblée Nationale, « Jean Diat - Base de données des députés français depuis 1789 - Assemblée nationale », sur www2.assemblee-nationale.fr (consulté le 11 septembre 2016)